# Juraj Lehotský
Juraj Lehotský  est un réalisateur slovaque né en 1975.

## Filmographie partielle
- 2008 : Amours aveugles (Slepe lásky) (film documentaire)
- 2013 : Miracle (Zázrak)

## Participation aux festivals
- Festival de Cannes 2008
- Festival international du film de Toronto 2013